# Championnat du Ghana de football 2015
Navigation
Saison précédente Saison suivante
La saison 2015 du Championnat du Ghana de football est la cinquante-cinquième édition de la première division au Ghana, la Premier League. Elle regroupe, sous forme d'une poule unique, les seize meilleures équipes du pays qui se rencontrent deux fois, à domicile et à l'extérieur. En fin de saison, les trois derniers du classement sont relégués et remplacés par les trois meilleures formations de deuxième division.
C'est le club d'Ashanti Gold SC qui remporte la compétition cette saison après avoir terminé en tête du classement final, avec six points d'avance sur Aduana Stars et huit sur Berekum Chelsea. C'est le quatrième titre de champion du Ghana de l'histoire du club. La surprise vient du bas du classement puisque Hearts of Lions, vice-champion du Ghana la saison dernière, termine au 14e rang et doit descendre en Division One en fin de saison. 

## Les clubs participants
| - Hearts of Oak SC - Asante Kotoko SC - Ashanti Gold SC - New Edubiase United - Bechem United - Brong Ahafo Stars - Promu de D2 - International Allies FC - Berekum Chelsea | - Wa All Stars Football Club - Medeama Sporting Club - Hearts of Lions - West Africa Football Academy - Promu de D2 - Sekondi Hasaacas - Aduana Stars - Liberty Professionals - Great Olympics - Promu de D2 |

## Compétition
Le barème de points servant à établir les classements se décompose ainsi :
- Victoire : 3 points
- Match nul : 1 point
- Défaite : 0 point

### Classement
| Rang | Équipe                        | Pts | J  | G  | N  | P  | Bp | Bc | Diff |
| ---- | ----------------------------- | --- | -- | -- | -- | -- | -- | -- | ---- |
| 1    | Ashanti Gold SC               | 52  | 30 | 15 | 7  | 8  | 35 | 26 | +9   |
| 2    | Aduana Stars                  | 46  | 30 | 14 | 4  | 12 | 23 | 25 | -2   |
| 3    | Berekum Chelsea               | 44  | 30 | 13 | 5  | 12 | 43 | 36 | +7   |
| 4    | Hearts of Oak SC              | 43  | 30 | 11 | 10 | 9  | 35 | 29 | +6   |
| 5    | Liberty Professionals         | 43  | 30 | 12 | 7  | 11 | 28 | 28 | 0    |
| 6    | Asante Kotoko SCT -3          | 42  | 30 | 12 | 9  | 9  | 36 | 32 | +4   |
| 7    | International Allies FC       | 42  | 30 | 11 | 9  | 10 | 28 | 22 | +6   |
| 8    | New Edubiase United           | 42  | 30 | 11 | 9  | 10 | 38 | 41 | -3   |
| 9    | Sekondi Hasaacas              | 42  | 30 | 12 | 6  | 12 | 33 | 35 | -2   |
| 10   | Wa All Stars Football Club    | 41  | 30 | 12 | 5  | 13 | 27 | 24 | +3   |
| 11   | Bechem United                 | 41  | 30 | 12 | 5  | 13 | 33 | 34 | -1   |
| 12   | Medeama Sporting ClubC        | 41  | 30 | 10 | 11 | 9  | 35 | 29 | +6   |
| 13   | West Africa Football AcademyP | 41  | 30 | 11 | 8  | 11 | 27 | 27 | 0    |
| 14   | Hearts of Lions               | 40  | 30 | 11 | 7  | 12 | 36 | 38 | -2   |
| 15   | Great OlympicsP               | 40  | 30 | 11 | 7  | 12 | 33 | 34 | -1   |
| 16   | Brong Ahafo StarsP            | 19  | 30 | 4  | 7  | 19 | 21 | 54 | -33  |

|  | Qualification pour la Ligue des champions de la CAF 2016                         |
|  | Qualification pour la Coupe de la confédération 2016                             |
|  | Relégation directe en Division One                                               |
|  | T : Tenant du titre C : Vainqueur de la Coupe du Ghana P : Promu de Division One |

## Bilan de la saison
| Championnat du Ghana de football 2015 |                            |
| Champion                              | Ashanti Gold SC (4e titre) |
| Coupes et trophées                    |                            |
| Vainqueur de la Coupe du Ghana 2015   | Medeama Sporting Club      |
| Qualifications continentales          |                            |
| Ligue des champions de la CAF 2016    | Ashanti Gold SC            |
| Coupe de la confédération 2016        | Medeama Sporting Club      |
| Promotions et relégations             |                            |
| Promus en Premier League              | Techiman City FC           |
| Promus en Premier League              | Ebusua Dwarfs              |
| Promus en Premier League              | Dreams FC                  |
| Relégués en Division One              | Hearts of Lions            |
| Relégués en Division One              | Great Olympics             |
| Relégués en Division One              | Brong Ahafo Stars          |